# Tuzla, Constanța
Tuzla este satul de reședință al comunei cu același nume din județul Constanța, Dobrogea, România. Stație de cale ferată. Localitatea are în vecinatătea ei și un aerodrom pe care sunt organizate anual diverse evenimente. La recensământul din 2002 avea o populație de 6366 locuitori. Tuzla se învecinează la nord cu orasul Eforie-Sud, la est cu Marea Neagră, la vest cu comuna Topraisar iar la sud cu comuna Costinești. Numele de Tuzla înseamnă "sărăria" în turcește.
Se pare ca în apropiere de Tuzla a existat în antichitate castrul roman Stratonis.

## Viața culturală și religioasă
Construită în anul 1893, geamia din sat are un minaret construit recent.
Încă din anul 2000, Biserica Creștină Golgota, are o clădire în proprietate, în comuna Tuzla, str. DEALULUI NR.2, unde este Misiunea Bisericii Baptiste Golgota în Tuzla.